# Kanton Le Bourget
Der Kanton Le Bourget war von 1967 bis 2015 ein französischer Wahlkreis im Arrondissement Bobigny, im Département Seine-Saint-Denis und in der Region Île-de-France; sein Hauptort war Le Bourget.

## Gemeinden
Der Kanton bestand aus den Gemeinden Dugny, Le Bourget und dem nördlichen Teil von Drancy. Die nachfolgende Einwohnerzahl ist jeweils die gesamte Einwohnerzahl (im Kanton Le Bourget lebten etwa 18.400 Einwohner von Drancy). 
| Gemeinde   | Einwohner Jahr | Fläche km² | Bevölkerungsdichte | Code INSEE | Postleitzahl |
| ---------- | -------------- | ---------- | ------------------ | ---------- | ------------ |
| Le Bourget | 15708 (2013)   | –          | – Einw./km²        | 93350      | 93013        |
| Drancy     | 68241 (2013)   | –          | – Einw./km²        | 93700      | 93029        |
| Dugny      | 10216 (2013)   | –          | – Einw./km²        | 93440      | 93030        |

## Bevölkerungsentwicklung
| 1990   | 1999   | 2006   |
| ------ | ------ | ------ |
| 47.707 | 48.278 | 51.671 |